# Транспозаза
Транспозаза — это фермент, связывающий одноцепочечную ДНК и встраивающий последнюю в геномную ДНК. Транспозоны класса 2 кодируют транспозазу, которая позволяет транспозонам быть вырезанным из геномной ДНК и встроенным в другие места.
Фермент транспозаза имеет классификационный номер EC 2.7.7.
Транспозаза связывается с Р-элементами дрозофилы.